# Våbenlagersagen
Våbenlagersagen er en finsk kriminalsag fra slutningen af 1940'erne. Den omhandlede en hemmelig militær operation efter Fortsættelseskrigen, hvor store mængder af våben og udstyr fra den finske hær blev skjult rundt omkring i landet.
Efter Våbenstilstanden i Moskva i 1944 begyndte to officerer i det finske militære hovedkvarter oberst Valo Nihtilä og oberstløjtnant Usko Haahti at planlægge modtræk mod en mulig sovjetisk besættelse af landet. De fandt på at lagre lette infanterivåben rundt omkring i landet, så man straks kunne indlede en guerillakrig, hvis landet blev besat.
Under demobiliseringen blev der skabt en organisation med ansvar for at skjule udstyret. I størrelsesordenen 5.000-10.000 mennesker var involveret i operationen. Det var planlagt at de skulle skjule materiel for 8.000 mand, men deltagerne arbejdede så ivrigt, at det menes at de skjulte materiel til 35.000 soldater.
Sagen begyndte at komme for dagens lys i foråret 1945, da en mand, som havde stjålet fødevarer fra et lager og solgt det på det sorte marked, af frygt for repressalier fra sine kammerater afslørede lagrenes eksistens overfor den Allierede kontrolkommission (ACC). I starten var ACC ivrig efter at forfølge sagen, men efter at der dukkede skrevne ordrer op fra Nihtilä og Haahti overlod de efterforskningen til Valpo, det på det tidspunkt kommunistisk kontrollerede hemmelige finske politi.
Valpo afhørte mere end 5.000 personer, men det lykkedes dem ikke at opklare sagen fuldt ud og finde alle våbnene. De fleste af våbnene blev i stilhed leveret tilbage til hærens depoter, og nogle blev destrueret, men selv i dag dukker der lagre op hvert år, når gamle bygninger bliver revet ned. Det lykkedes ikke for efterforskerne at finde ud af hvor mange personer, der deltog i operationen, da deltagerne var utilbøjelige til at levere brugbar information. Det endte med at 1.488 personer blev dømt, de fleste fik 1-4 måneders fængsel.
Årtier senere, i 1980, hævdede Arvo Tuominen, en tidligere finsk kommunistleder, at sagen om våbenlagrene var det afgørende punkt som flyttede magten i det finske kommunistparti fra den revolutionære til den parlamentariske fløj, da kommunisterne frygtede væbnet modstand i tilfælde af en revolutionær magtovertagelse. Som historikeren Kimmo Rentola og andre har vist, skal Tuominens påstande behandles med stor skepsis.